# Maria Natalia Londa
Maria Natalia Londa (née le 29 octobre 1990 à Denpasar) est une athlète indonésienne, spécialiste du saut en longueur et du triple saut.
Elle représente l'Indonésie lors des Championnats du monde 2007 et remporte le titre de la longueur lors des Jeux asiatiques de 2014 à Incheon, en égalant son record personnel à 6,55 m. Au triple saut, son record personnel est de 14,17 m, obtenu à Nay Pyi Taw le 17 décembre 2013, lors des Jeux de l'Asie du Sud-Est où elle remporte deux médailles d'or. Le 10 juin 2015, lors de l'édition suivante de ces Jeux à Singapour, elle porte son record à 6,70 m (vent nul).